# Koekelare
Koekelare är en kommun i Belgien.   Den ligger i provinsen Västflandern och regionen Flandern, i den västra delen av landet, 100 km väster om huvudstaden Bryssel. Antalet invånare är 8 430.
Trakten runt Koekelare består till största delen av jordbruksmark. Runt Koekelare är det tätbefolkat, med 369 invånare per kvadratkilometer.